# Alanzinho
Alan Carlos Gomes da Costa (* 22. Februar 1983 im Stadtteil Flamengo von Rio de Janeiro, Brasilien), meist nur kurz Alanzinho genannt, ist ein ehemaliger brasilianischer Fußballspieler.

## Karriere
Alanzinho begann seine Karriere in der Jugendmannschaft von Flamengo Rio de Janeiro. 2001 debütierte er das erste Mal in der Brasilianischen Liga. Nach zwei Spielzeiten bei Flamengo wechselte Alanzinho zu America FC (RJ). Hier wie auch eine Saison später bei SE Gama kam er nicht zum Einsatz.
Im Jahr 2005 wechselte der Brasilianer nach Norwegen zu Stabæk Fotball. Mit Stabæk wurde Alanzinho 2008 Norwegischer Meister und gehörte zu den Schlüsselspielern der Mannschaft. Alanzinho wurde 2008 zum besten Spieler der Liga gewählt. In derselben und der vorherigen Spielzeit wurde er zum besten Mittelfeldspieler der Saison gewählt.
Im Januar 2009 verpflichtete ihn Trabzonspor auf Wunsch des Trainers Ersun Yanal. Der türkische Verein zahlte für den Mittelfeldspieler eine Ablösesumme in Höhe von 3,9 Millionen Euro.
Nachdem Alanzinho unter neuen Trainer Mustafa Reşit Akçay keine tragende Rolle mehr gespielt hatte und nur sporadisch eingewechselt wurde, wurde er nicht ins Wintertrainingscamp 2013/14 mitgenommen. Ihm teilte die Vereinsführung mit, nicht länger mit ihm zu planen und forderte ihn auf sich einen neuen Verein zu finden. Ende Januar 2014 verabschiedete sich Alanzinho von seinen Mitspielern und verließ anschließend Trabzon.
Zur Saison 2014/15 wechselte Alanzinho zum türkischen Erstligisten Balıkesirspor. In der nächsten Winterpause wechselte er zum Zweitligisten Gaziantep Büyükşehir Belediyespor.
Mit dem Vertragsende bei Gaziantep BB zum Sommer 2016 verließ Alanzinho nach sieben Jahren die Türkei und kehrte zu seinem früheren Verein Stabæk Fotball zurück.
Für ein Halbjahr 2017/2018 kehrte er in der in die Türkei zurück, zu Sinopspor.
Daraufhin wechselte er im Frühjahr 2018 ablösefrei zum AA Portuguesa, einem viertklassigen Verein seiner Heimatstadt, Rio de Janeiro.
Er durchlief mehrere niedrigklassige Vereine aus Rio De Janeiro, bis er im Alter von 36 Jahren seine Karriere im Juni 2019 bei Madureira beendete.

## Erfolge
Stabæk Fotball (2005–2008)
- Aufstieg in die Tippeligaen und Meister der Adeccoligaen: 2005
- Bester Mittelfeldspieler der norwegischen ersten Liga: 2007, 2008
- Norwegischer Meister: 2008

Trabzonspor (2009–2014)
- Türkischer Pokalsieger: 2010
- Türkischer Supercupsieger: 2010